# 維諾日
48°41′47″N 27°42′4″E / 48.69639°N 27.70111°E
維諾日（烏克蘭語：Вінож），是烏克蘭的村落，位於該國西南部文尼察州，由莫希利夫-波季利斯基區負責管轄，始建於1295年，面積1.94平方公里，海拔高度192米，2010年人口100。